# Skagit Valley Provincial Park
Der Skagit Valley Provincial Park ist ein Schutzgebiet (Provinzpark) im Südwesten der kanadischen Provinz British Columbia.

## Lage
Der Skagit Valley Provincial Park erstreckt sich direkt nördlich der Grenze zum Bundesstaat Washington und bildet gemeinsam mit dem North-Cascades-Nationalpark, der Ross Lake National Recreation Area, der Lake Chelan National Recreation Area, dem Manning Provincial Park, der Cascade Provincial Recreation Area und dem Sx̱ótsaqel/Chilliwack Lake Provincial Park ein geschlossenes Schutzgebiet im Norden der Kaskadenkette.
Die Fläche des Parks umfasst 27.948 Hektar rund um das Nordende des Ross Lake und das Tal des Skagit River, das seine charakteristische U-Form durch sich zurückziehende Gletscher erhielt.
Der Park kann über die Silver/Skagit Road erreicht werden, die 3 km westlich von Hope auf den Trans-Canada Highway 1 einmündet. Von dort führt die unbefestigte Straße zunächst 37 km bis zum Eingang des Parks und weitere 23 km zum Ross Lake, wo sie – bereits auf dem Territorium der Vereinigten Staaten – am Hozomeen Campground in der Ross Lake National Recreation Area endet.
Der Ross Lake, dessen mittlerer Wasserspiegel bei 488 m liegt, ist der niedrigste Punkt im Park, mit dem Silvertip Mountain (2591 m) wird der höchste Punkt auf dem Parkgelände erreicht.

## Naturschutz
Bei dem Park handelt es sich um ein Schutzgebiet der Kategorie II (Naturpark).
Die Bedeutung des Schutzgebietes ergibt sich aus seiner Lage in der Übergangszone zwischen der Küsten- und der Binnenzone. Am Ross Lake gibt es bedeutende Bestände von Kanadareihern und Eisvögeln, darüber hinaus gibt es rund 200 weitere Vogelarten.